# Litoria umarensis
Litoria umarensis é uma espécie de anfíbio anuros da família Pelodryadidae. Está presente na Papua Nova Guiné. A UICN classificou-a como deficiente de dados.